# 동물의 숲의 등장인물 목록
다음은 닌텐도의 비디오 게임 시리즈 《동물의 숲》의 등장인물 목록이다.
| 일러두기       | 일러두기                                      |
| 줄임말         | 의미                                          |
| -------------- | --------------------------------------------- |
| 1기작 1기 작품 | 《동물의 숲》 《동물의 숲+》 《동물의 숲 e+》 |
| N64작 N64 작품 | 《동물의 숲》                                 |
| 《+》          | 《동물의 숲+》                                |
| 《e+》         | 《동물의 숲 e+》                              |
| 《놀러오세요》 | 《놀러오세요 동물의 숲》                      |
| 《타운으로》   | 《타운으로 놀러가요 동물의 숲》               |
| 《튀어나와요》 | 《튀어나와요 동물의 숲》                      |
| 《모여봐요》   | 《모여봐요 동물의 숲》                        |
| ○              | 타운에 등장한다.                              |
| ×              | 마을에서만 등장한다.                          |
| △              | 타운과 마을 어느 곳이든 등장한다.             |
| ☆              | 특정 건물 안에서만 등장한다.                  |

## 메인 캐릭터
주인공을 제외한 캐릭터가 말하는 동안에 떠 있는 말풍선의 이름 란은 연두색 바탕의 검은색 글씨로 나타난다.

### 주인공
플레이어이다. 처음으로 마을에 가기 직전, '낯선고양이'또는 갑돌이가 하는 질문에 따라 성별과 이름, 얼굴의 모양, 최초의 옷, 머리 스타일이 결정된다. 작품 내 유일한 인간이며, 얼굴의 모양은 남, 여 각각 8가지이다.
《모여봐요 동물의 숲》에서는 공항에서 플레이어가 얼굴의 모양, 머리 스타일, 눈 스타일, 입 스타일 등을 직접 고를 수 있다.

### 마을 캐릭터
| 이름              | 성별 | 동물의 종류     | 특징 | 타운 | 등장 작품                             |
| ----------------- | ---- | --------------- | --- | ---- | ------------------------------------- |
| 토용군            | 남   | 토용            | 1기작에서는 주인공의 집 앞에 있으면서 세이브, 저금, 아이템 보관 역할을 하였으나, 《놀러오세요》에서 세이브 기능은 옥탑방의 침대로, 저금 기능은 마을사무소의 우편과로, 아이템 보관은 보관용 가구에 직접 하게 되면서 사라지게 되었다. 이후, 《타운으로》에서는 거리에 '옥션 하우스'가 생기면서 옥션 하우스의 주인이 되었다. 《튀어나와요》에서는 공공사업을 지을 때 돈을 받는 일,남쪽 섬에서는 아이템 (도끼, 잠수복, 삽, 잠자리채, 낚싯대) 을 빌려준다.《모여봐요》에서는 비탈길또는 다리를 만들때 대출받은 돈을 다시 받기위해 등장한다.플레이어가 토용군에게서 멀어지면 팔을 움직이지 않는다. | ○    | 《놀러오세요》를 제외한 모든 작품     |
| 너굴              | 남   | 너구리          | 자신의 잡화가게를 소유하고 있으며, 부동산 일도 하고 있다. 《놀러오세요》에서는 특별 에피소드를 통해서 과거가 밝혀진다. 말버릇은 '구리'이다. 《튀어나와요》 에서는 너굴 하우징이라는 부동산 가게를 운영한다. 또 《모여봐요》에서는 돈을 잘 벌었는지, 'nook inc.'라는 회사까지 차린다. | ☆    | 모든 작품                             |
| 콩돌이 밤돌이     | 남   | 너구리          | 너굴 백화점의 일을 돕고 있으며, 백화점으로 최종 증축 시 백화점 2층에서 만날 수 있다. 밤돌이와 콩돌이는 서로 쌍둥이라는 설이 제기되었으나, 《놀러오세요》 특별 에피소드에서 사실이 아님이 밝혀졌다. 그런데 모여봐요 동물의 숲에서는 마스터의 가게(카페 비둘기 둥지)에 밤돌이가 와서 커피를 주문하며"마스터님의 커피는 저희 형도 좋아해요"라고 하였다. 튀어나와요 동물의 숲에서는 둘이 잡화가게를 보유하고 있다. 손에 있는 점으로 둘을 구분할 수 있으나,사실상 불가능하다. | ×    | 모든 작품                             |
| 카트리나          | 여   | 개, 푸들        | '미용실 스피디'를 경영하고 있으며, 《놀러오세요》의 경우 너굴 상점이 백화점으로 증축하면 미용실이 생겨 카트리나를 만날 수 있다. 수다스러운 성격이다. 《타운으로》부터는 거리에 자신의 미용실을 차린다. | ○    | 모든 작품                             |
| K.K./T.K          | 남   | 개              | 매주 토요일 밤에 찾아와, 8시 이후 라이브 공연을 시작한다. 1기작에서는 마을 최북단의 철도역으로, 《놀러오세요》 이후의 작품부터는 박물관 지하 1층 커피숍으로 찾아온다. 기타를 연주하며 노래하는 거리의 음악가이다. 이전 시리즈에서 T.K.로 불렸으나, 《모여봐요 동물의 숲》에서는 K.K.로 바뀌었다. | ×    | 모든 작품                             |
| 고북              | 남   | 거북            | 마을의 촌장이다. 평소에는 마을사무소 안쪽 책상에 앉아 있으나, 이벤트를 하는 날 마을사무소 앞에 나타난다. 주인공이 물고기 도감을 완성하면 금낚싯대를, 곤충 도감을 완성하면 금잠자리채를 선물한다. 《튀어나와요》에서는 촌장을 은퇴하고 남쪽섬을 관리한다. | ×    | 모든 작품                             |
| 도루묵씨          | 남   | 두더지          | 동남 방언으로 이야기한다. 플레이 중에 리셋 버튼을 눌러 게임을 다시 시작하면, 주인공의 집 앞 땅을 뚫고 나와 길고 긴 설교를 늘어놓는다. 게임기의 플러그가 빠졌다거나, 게임 중 정전이 되었다거나, DS의 경우 배터리가 다 되었다거나 하는 어쩔 수 없는 상황에도 어김없이 등장한다. 불 같은 성격을 가졌다. 고혈압 때문에, 의사는 안정을 취할 것을 충고하였다고 한다. 실은 아내와 아이가 있는 가장이다. 대난투 스매시브라더스 X에서는 '어시스트 피규어'로 등장하며, 거기에 등장해서도 역시 길고 긴 설교를 늘어놓는다. 모여봐요 동물의 숲에서는 '자동 저장 기능'때문에 '긴급 탈출 서비스'직원이 된다. | △    | 모든 작품                             |
| 오루묵씨          | 남   | 두더지          | 도루묵씨의 형이다. 불 같은 성격의 동생에 비하면 매우 상냥하다. 보통 다섯 번째 리셋에 등장한다. 고혈압인 동생 도루묵씨를 걱정하고 있다. | △    | 《놀러오세요》를 제외한 모든 작품     |
| 낯선고양이        | 남   | 고양이          | 1기 작품에서는 게임을 처음 시작할 때 기차 안에서 만나 주인공에게 몇 가지 질문을 하는 캐릭터였으나, 《놀러오세요》에서는 엇갈림 통신 때 만날 수 있으며, 가끔 박물관 지하 1층 커피숍에도 나타난다. 《타운으로》에서는 1기작에서처럼 처음 마을에 갈 때 버스 안에서 질문을 하거나, 주인공이 처음으로 타운에 가게 되면 버스 안에서 몇 가지를 알려 주기도 한다. 《튀어나와요》에서도 게임을 처음 시작할 때 기차 안에서 만나 주인공에게 질문하는 캐릭터로 나온다. 모여봐요 동물의 숲에서는 근로자의 날 티켓을 통해 만날 수 있다. | ×    | 모든 작품                             |
| 아트고양이        | 남   | 고양이          | 주인공이 얼굴을 직접 그릴 수 있다. 그린 얼굴은 와이파이 통신을 통해 랜덤하게 다른 마을로 전송되며, 그림을 그린 플레이어의 이름과 살고 있는 마을 이름도 같이 전송된다. 《튀어나와요》에서는 만우절때 주민으로 변장해 마을을 혼란에 빠트린다. | ×    | N64작,《모여봐요》을 제외한 모든 작품 |
| 운전수(갑돌)      | 남   | 갓파            | 1기작에서는 섬의 별장에 갈 때 배를 몰아 주는 뱃사공이었으나, 《놀러오세요》에서는 택시 운전수로, 《타운으로》에서는 버스 운전수로 등장한다. 여자를 밝히는 성격이다. 《튀어나와요》에서는 갑돌이라는 이름으로 등장하며 남쪽섬으로 갈 수 있는 배를 운행한다. 배 타고 갈때 갑돌이 노래를 부르는데 노래를 보면 아내가 있음에도 불구하고 여자 밝히는 성격은 그대로이다. 덧붙여, 운전수의 차 열쇠고리에는 작은 조각배가 달려 있으며, 1기작에서 배를 몰 때 부르는 노래, 《놀러오세요》에서 택시의 라디오에 틀어 놓는 노래, 《타운으로》에서 버스를 운전하면서 부는 휘파람 소리는 T.K.가 부르는 노래 중 '뱃노래 2001'이라는 제목을 가진 노래의 약간 다른 버전이다. 대한민국판을 제외한 다른 언어 발매판의 경우 이름은 '운전수'로 바뀌지 않았으며, 여전히 '河童, かっぱ 갓파[*]'이다. | △    | 모든 작품                             |
| 갑순              | 여   | 갓파            | 갑돌의 부인. 남쪽섬에 있다. | ☆    | 튀어나와요 동물의 숲에서만 나옴       |
| 귀녀              | 여   | 갓파            | 갑돌의 엄마. 남쪽섬에 있다. | ☆    | 튀어나와요 동물의 숲에서만 나옴       |
| 또미              | 여   | 갓파            | 갑돌의 딸. 남쪽섬에 있다. | ☆    | 튀어나와요 동물의 숲에서만 나옴       |
| 고옥이            | 여   | 고슴도치        | '에이블 시스터즈'(재봉소)를 경영하고 있으며, 항상 오래된 재봉틀을 가지고 열심히 옷을 만든다. 동남 방언으로 이야기한다. 낯을 가리는 성격이지만, 말을 계속 건네다 보면 주인공에게 마을을 열고 친해진다. 오랜 과거에는 너굴과 둘도 없는 사이였지만, 일련의 사건 이후 서먹서먹한 관계가 되었으며 다시 친해지고 싶어 하지만 어려워한다. 부모님이 모두 일찍 돌아가신 이후, 하나밖에 없는 어린 동생 고순이를 정성을 다해 돌보아 왔다. 《튀어나와요》에서는 주인공과 친해지면 고옥이가 재봉틀을 쓸수 있게 해준다. 친해지려면 고옥이한테 말을 많이 걸면 친해진다. | ×    | N64작을 제외한 모든 작품              |
| 고순이            | 여   | 고슴도치        | 언니 고옥이와 함께 '에이블 시스터즈'를 경영하고 있으며, 직접 손님을 맞아 준다. 언니와 마찬가지로 동남 방언으로 이야기한다. 흰색과 초록색의 깅엄 체크무늬를 제일 좋아한다. 부모님이 모두 돌아가셨지만, 언니 고옥이가 부모님의 빈자리를 메우기 위해 정성을 다해 돌보아 온 덕에 언니와는 대조적인 밝은 성격이다. | ×    | N64작을 제외한 모든 작품              |
| 문지기님 (오른쪽) | 남   | 개, 저먼 셰퍼드 | 1기작에는 경찰서에서 경찰관으로 등장하였으나, 《놀러오세요》 이후 경찰서가 없어지고 관문이 생기면서 '문지기'로 직업이 바뀌었다. 무선 통신과 Wi-Fi와 관련된 일을 한다. 《튀어나와요》에서는 다시 경찰서에서 경찰관으로 등장한다. | ×    | 《모여봐요》를 제외한 모든 작품       |
| 문지기님 (왼쪽)   | 남   | 개, 불독        | 1기작에는 경찰서에서 경찰관으로 등장하였으나, 《놀러오세요》 이후 경찰서가 없어지고 관문이 생기면서 '문지기'로 직업이 바뀌었다. 전작에서처럼 여전히 분실물을 관리하며, 그 외에 손님 캐릭터가 찾아오는 것을 알려 준다거나, 관문 앞 깃발을 바꾸어 주는 역할도 한다. 매우 소심한 성격이다. 《튀어나와요》에서는 다시 경찰서에서 경찰관으로 등장한다. | ×    | 《모여봐요》를 제외한 모든 작품       |
| 부엉              | 남   | 부엉이          | 박물관의 큐레이터이다. 낮에는 졸고 밤에는 깨어 있다. 박식하며, 고고학이 전공이기 때문에 화석 이야기를 시작하면 끝이 없다. 그에 비해 곤충을 대단히 싫어하여 주인공이 곤충을 기증하러 오면 항상 "으으으... 소름 끼쳐요..."라는 말을 빼먹지 않고 한다. 《놀러오세요》 이후에는 화석 감정사 면허를 취득하여 화석 감정도 가능하다. 《놀러오세요》 이후 물고기와 곤충 도감이 생기면서, 개략적인 설명은 부엉 대신 도감에서 다루게 되고, 부엉은 물고기를 기증하면 그 물고기의 먹는 방법에 대해 이야기를 하고, 곤충을 기증할 경우 그 곤충의 징그러운 면에 대하여 이야기한다. 명화를 기증할 경우, 설명은 대단히 간단하다. | ×    | N64작을 제외한 모든 작품              |
| 부옥              | 여   | 부엉이          | 부엉의 여동생이며, 박물관 2층 천문대의 관리자이다. 오빠와 똑같다는 취급을 받는 것을 싫어하지만, 낮에 졸고 밤에 깨어 있다거나, 별 이야기를 시작하면 끝이 없다거나 하는 오빠와 비슷한 면도 있다. 수줍음이 많은 성격이다. 《튀어나와요》에서는 박물관 2층에서 개인 전시관을 관리하거나 물건을 판다. 모여봐요 동물의 숲에서는 별똥별이 떨어질 때 만날 수 있다. | ×    | 모든 작품                             |
| 마스터            | 남   | 비둘기          | 박물관 지하 1층 커피숍 '비둘기 둥지'를 운영하는 바리스타이다. 과묵한 성격이지만, 매일 가서 커피를 마시다 보면 마음을 열고 여러 가지 이야기를 한다. 먼 과거에 도시에서 커피숍을 하였으나, 찾아오는 손님이 없어 곤란해 하던 와중, 부엉의 도움으로 박물관 지하에 커피숍을 차리게 되었다. 부엉에게는 항상 감사하는 마음을 갖고 있다. 《튀어나와요》에서는 부엉이 주인공에게 카페를 열어달라는 부탁을 받아 공공사업으로 카페를 개설하게 되며 알바도 가능하다. | ×    | 1기 작품들을 제외한 모든 작품         |
| 펠리              | 여   | 펠리컨          | 1기작의 우체국, 《놀러오세요》 이후의 마을사우소의 주간 근무를 담당하고 있다. 펠리오를 짝사랑하고 있으며, 마을사무소 앞 게시판에 써 놓는 '혼잣말'은 그녀가 써 놓는 것이다. 상냥한 성격이다. 《튀어나와요》에서는 우체국에서 아침에서 저녁까지 근무를 담당하고 있다. | ×    | 《모여봐요》를 제외한 모든 작품       |
| 펠리미            | 여   | 펠리컨          | 마을사무소(우체국)의 야간 근무를 담당하고 있으며, 펠리의 언니이다. 차갑고 무책임한 성격이다. | ×    | 《모여봐요》를 제외한 모든 작품       |
| 펠리오            | 남   | 펠리컨          | 우편 배달부이다. 펠리미를 짝사랑하고 있다. 《놀러오세요》의 경우 9시와 17시, 편지 배달 시간에 마을 위를 날아가는 것을 볼 수 있으며, 새총으로 쏘아 맞추면 직접 만날 수 있다. 《타운으로》의 경우 같은 시각에 마을을 어슬렁거리는 것을 볼 수 있다. 《튀어나와요》에서도 우편 배달을 하는건 여전하나 마을 위를 날아다니는건 볼 수 없다. 우편함이 가득차면 비워달라고 한소리 하고간다. | ×    | 《모여봐요》를 제외한 모든 작품       |
| 여울              | 여   | 개              | 촌장(주인공)의 비서이다. (모동숲에서는 Nook.ink의 직원이다.) 일을 서툴게 하는 경우가 종종 있고 실수를 하면 매우 당황해한다. 그래도 일은 성실히 하는 착한 성격이다. | ×    | 《튀어나와요》부터 모든 작품          |
| 켄트              | 남   | 개              | 여울의 동생이다. 해피홈 전시장을 관리하는 일을 한다. | ×    | 《튀어나와요》                        |
| 모리              | 남   | 도도            | 도도 비행장의 수속, 편지배달 담당이다. | ☆    | 《모여봐요》                          |
| 로드리            | 남   | 도도            | 도도 비행장의 비행 담당이다. | ☆    | 《모여봐요》                          |

### 손님 캐릭터
《놀러오세요》까지 마을을 직접 찾아오던 손님 캐릭터의 일부는, 《타운으로》 이후 마을로 찾아오지 않으며 타운에 가면 만날 수 있다. 《튀어나와요》에서는 《놀러오세요》의 방식대로 다시 손님 캐릭터가 마을을 직접 찾아온다.
| 이름     | 성별 | 동물의 종류  | 특징 | 타운 | 등장 작품                                                  |
| -------- | ---- | ------------ | --- | ---- | ---------------------------------------------------------- |
| 무파라   | 여   | 멧돼지       | 60년 가까이 무를 팔고 있는 아주머니이다. 1기작에서는 흰 무만 팔았으나, 《놀러오세요》 이후 '빨간 무 씨앗'도 팔기 시작했다. 1기작에서는 기차를 타고 이동하다 보면 의자에 앉아 졸고 있는 모습을 항상 볼 수 있다. 《튀어나와요》에서는 빨간 무를 팔지 않는다. 모여봐요 동물의숲에서는 무파라의 손녀 무파니가 대신 무를 판다. | ×    | 《모여봐요》를 제외한 모든 작품                            |
| 죠니     | 남   | 갈매기       | 자주 조난당한다. 다른 나라 출신인 듯하다. 1기작에서는 배를 타고 가다가 가끔 조난당하며, 《놀러오세요》 이후 작품에서는 UFO를 새총으로 맞추면 UFO가 마을로 추락하여 만날 수 있다. 《튀어나와요》에서는 해변을 돌아다니다보면 가끔 죠니를 만날 수 있는데 죠니가 가려고 했던 나라를 맞추면 다음날 우편으로 해당 나라의 기념물을 주고, 틀리면 동전 초콜릿을 준다. | ×    | 모든 작품                                                  |
| 고파유   | 남   | 바다코끼리   | 방랑 화가이다. 항상 배가 고프다. 먹을 것을 주면 디자인 패턴을 받으며, 음식의 종류(과일의 종류, 물고기의 종류)에 따라 받는 패턴이 다르다. '빨간 무'를 주는 경우 '터번' 이나 '어쿠스틱 기타 AS2'를 받을 수 있다. 《튀어나와요》에서는 꿈꾸는 집에서 다른 사람 마을의 꿈을 꿀 때 가끔 나타나는데 그 마을 사람의 패턴을 가져갈 수 있다. | ×    | 《모여봐요》를 제외한 모든 작품                            |
| 여욱     | 남   | 여우         | 1주일에 한 번 찾아와 회원제로 운영하는 가게(텐트)를 연다. 가입비는 3000벨이다. 너굴 상점에서 파는 가격의 배의 가격을 받고 팔지만, 그만큼 구하기 어려운 물건을 판다. 덧붙여, 팔고 있는 명화는 가짜인 경우가 있다. 여욱이 찾아오는 요일은 '안심해씨'에게 말을 걸어 바꿀 수 있다. 《타운으로》에서는 거리 한쪽 구석에 비밀스런 블랙 마켓을 연다. 《튀어나와요》에서는 종종 마을 광장에서 여욱이 찾아와 여욱 갤러리를 여는데, 전시되어있는 명화 중 하나만 구매 가능하고 다음날 우편으로 온다는 불편함이 있다. 진짜는 하나인 경우가 대부분이고 두개이거나 없는 경우도 간혹 있으니 주의해야한다. | ○    | 모든 작품                                                  |
| 안심해씨 | 남   | 수달         | 매주 토요일에 찾아오는 보험 설계사이다. 주인공에게 반강제적으로 보험 가입을 권유한다. 여욱과 친분이 있기 때문에, 안심해씨에게 말을 걸어 여욱이 방문하는 요일을 변경할 수 있다. 《타운으로》에서는 직장을 옮겨 '해피룸 아카데미 협회'에 가면 만날 수 있다. 《튀어나와요》에서는 너굴 하우징 안에서 해피룸 아카데미 직원으로 근무중이다. | ○    | 1기 작품들,《모여봐요》를 제외한 모든 작품                 |
| 그레이스 | 남   | 기린         | 디자이너이다. 고급 승용차를 몰고 마을을 방문한다. 1기작에서는 차를 반짝반짝하게 닦으면 옷을 준다. 《놀러오세요》에서는 주인공의 패션 감각을 평가해 주며, 돈을 주면 옷과 모자, 악세사리를 코디네이트 해 주고, 5000벨 이상을 주면 비매품 그레이스 브랜드 옷을 선물해 준다. 《타운으로》에서는 거리에 '그레이시 그레이스'라는 상점을 열고, 그가 디자인한 상품을 아주 비싼 값에 팔고 있다. 《튀어나와요》에서는 콩돌밤돌 마트가 열린 이후에 광장에 그레이스가 찾아오며 그의 패션체크를 네 번 통과하면 콩돌밤돌 백화점이 되며 3층에 그레이스샵이 열린다.                                        | ○    | 《모여봐요》를 제외한 모든 작품                            |
| 마추릴라 | 여   | 표범         | 점쟁이이다. 1기~3기작까지는 수정 구슬을, 《놀러오세요》부터는 타로 카드를 사용하여 100벨에 운세나 궁합을 봐 준다. 운세가 좋으면 아이템을 공짜로 얻거나 하는 일이 생기지만, 운세가 나쁘면 뛰어가다 자주 넘어진다거나 하는 일이 생긴다. 또한 궁합이 좋으면 해당 동물 이웃과 사이가 좋아지지만, 나쁠 경우 그 동물이 아무 이유 없이 주인공에게 화를 낸다거나 하는 일이 생긴다. 《타운으로》에서는 타운 한구석에서 운세관을 운영하고 있다. 《튀어나와요》에서는 마을 광장에서 종종 마추릴라가 찾아와 운세를 한번에 500벨로 봐준다. 운세를 20번 보면 공공사업으로 운세관을 상점가에 열 수 있다.  | ○    | 모든 작품                                                  |
| 눈사람   | 불명 | 눈사람       | 겨울에만 만날 수 있다. 마을에 랜덤하게 위치한 2개의 눈뭉치를 붙이면 만들어지는데, 비율이 가장 우수한 경우 눈사람 세트 가구(《모여봐요》에서는 DIY레시피를 받는다.)를 받는다. 하루 지날 때마다 몸이 녹아 작아지며, 3일이 지나면 사라진다. 《튀어나와요》에서는 눈뭉치의 크기와 비율에 따라 여러 가지 종류의 눈사람(눈사람, 애기 눈사람, 엄마 눈사람, 아빠 눈사람)을 볼 수 있다. 전작과는 달리 5일이 지나면 사라진다. | ×    | 모든 작품                                                  |
| 펌킹     | 남   | 불명         | 호박 가면을 쓰고 있는 수수께끼의 인물. 할로윈 데이 밤에 나타난다. | ×    | 《놀러오세요》를 제외한 모든 작품                          |
| 루돌     | 남   | 순록         | 크리스마스 이브에 마을로 찾아온다. 오른쪽 45도 각도에서 보이는 얼굴에 자신이 있다고 한다. | ×    | 《놀러오세요》를 제외한 모든 작품                          |
| 깨빈     | 남   | 영혼, 요정   | 램프의 요정으로, 늦은 야간에 마을에 나타난다. 램프를 잃어버려 곤란해하고 있다. | ×    | 《놀러오세요》를 제외한 모든 작품                          |
| 스승     | 남   | 아홀로틀     | 한 때 잘 나가던 코미디언으로, 본명은 코미디를 위해 버렸다고 한다. '개인기'(얼굴 표정)을 가르쳐 준다. 개인기는 4개까지 배울 수 있으며 4개를 넘으면 1개를 지워야만 배울 수 있다. 《타운으로》 에서는 공연장에서 만날 수 있다. 《튀어나와요》에서는 클럽 515에서 만날 수 있으며, 하루에 한번씩 스승의 개인기를 배울 수 있다. | ○    | 1기 작품들,《모여봐요》를 제외한 모든 작품                 |
| 거성     | 남   | 목도리도마뱀 | 원조 개인기 스승으로, 타운의 공연장에서 가끔 만날 수 있다. '스승'을 제자로 두고 있다. | ○    | 《타운으로》                                               |
| 해탈한   | 남   | 해달         | 철학적인 인물이다. 가끔 바닷가에 서 있으며, 말을 걸면 철학적인 한 마디를 하고는 해적 테마 가구를 주고 바닷속으로 사라진다. 과거에는 축구 소년이었다고 한다. 《튀어나와요》에서는 마을에서 잠수로 가라비를 얻으면 해탈한이 나타나 가리비를 달라고 하며, 가라비를 주면 해적 테마 가구랑 바꿔준다. (모여봐요 동물의숲에서는 진주나 진주를 활용한 DIY 레시피 ) | ×    | 1기 작품들을 제외한 모든 작품                              |
| 도토리옹 | 남   | 불명         | 가을 도토리 축제 때 만날 수 있다. 도토리 가면을 쓴 수수께끼의 인물이지만, 누가 보더라도 고북 촌장이다. | ×    | 1기 작품들, 《튀어나와요》,《모여봐요》를 제외한 모든 작품 |
| 미아     | 여   | 고양이       | 울면서 엄마를 찾고 있다. Wi-Fi 통신 후에 나타난다. 같이 통신했던 사람들 중 누군가의 마을에는 반드시 엄마가 나타나므로, 엄마를 만나게 해 줄 수 있다. 《튀어나와요》에서는 미야 라는 이름으로 나오며 통신 후에 가끔 나타나 마을 구경을 시켜달라고 한다. | ×    | 1기 작품들,《모여봐요》를 제외한 모든 작품                 |
| 엄마     | 여   | 고양이       | 위에서 설명한 '미아'를 찾고 있다. 미아와 마찬가지로 Wi-Fi 통신 후에 나타난다. 엄마가 나타난 마을에서는 주인공이 관문으로 가서 문을 열어 놓고, 미아가 나타난 마을에서는 미아를 데리고 엄마가 있는 마을로 놀러 가면 미아를 데리고 온 주인공에게 선물을 준다. | ×    | 1기 작품들, 《튀어나와요》,《모여봐요》를 제외한 모든 작품 |
| 여신님   | 여   | 치와와       | 마을 발전 기금을 내어 분수를 제작하면, 그곳에서 만날 수 있다. 동화, 《금도끼 은도끼》와 마찬가지로 도끼를 분수에 빠뜨리면 나타난다. 변덕스러운 성격이다. 만약 금도끼를 받은 상태로 도끼를 물에 빠뜨리면, 지금은 금도끼가 다 떨어졌다 하지만 금도끼를 받지 않은 캐릭터로 실행시키면 준다. | ×    | 《타운으로》                                               |
| 케이트   | 여   | 고슴도치     | 본명은 고숙이. 타운에 위치한 '그레이시 그레이스'에서 손님을 맞는 점원이다. 고옥이의 또다른 여동생으로, 평소에는 서울말로 이야기하지만 가끔 동남 방언으로 이야기한다. 《튀어나와요》에서는 에이블 시스터즈에서 악세서리점을 운영한다. | ○    | 《타운으로》이후 작품들                                    |
| 패트릭   | 남   | 스컹크       | 타운의 길거리에서 플레이어의 구두를 닦아 준다. 《튀어나와요》에서는 신발 가게를 운영한다. 《모여봐요》 에서는 광장에서 신발과 양말을 판다. (《모여봐요》일주일에 한번 광장에 온다) | ○    | 《타운으로》이후 작품들                                    |
| 파론티노 | 남   | 큰바다사자   | 가끔 타운에 나타나, 아이들에게 풍선이나 바람개비, 비눗방울을 나누어 준다.《튀어나와요》에서는 일정조건을 달성하면 마을에 나타나 배찌를 준다. | ○    | 《타운으로》이후 작품들(《모여봐요》제외)                  |
| 뚱달     | 남   | 비버         | 낚시 대회의 주최자이자 심판이다. 물고기를 먹는 것을 매우 좋아하나 먹고 나면 꼭 트림을 한다. 《튀어나와요》에서는 뚱달에게서 금낚싯대를 얻을 수 있다. | ×    | 《놀러오세요》를 제외한 모든 작품                          |
| 멜레옹   | 남   | 카멜레온     | 곤충채집대회의 주최자이자 심판이다. 자칭, 세계 제일의 곤충 마니아이다. 《튀어나와요》에서는 맬레옹에게서 금잠자리채를 얻을 수 있다. | ×    | 《타운으로》이후 작품들                                    |
| 토빗     | 남   | 토끼(?)      | 부활절 축제 때 마을을 찾아온다. 달걀 찾기 행사를 주최한다. 땅을 파면 달걀이 있으며, 달걀 안에는 토빗이 그려져 있는 당첨권과 사탕이 들어 있다. 뒷모습을 보면, 옷에 지퍼가 달려 있다. 모여봐요 동물의숲에서는 강물,하늘,나무,돌,땅 등에서 달걀이 나온다. (강은 낚시,하늘은 풍선을 새총으로 쏘기,나무는 도끼로 패거나 흔들기,돌도 도끼나 삽으로 패기,땅은 ★표시가 되어있는 곳을 삽으로 파기/달걀 종류:나뭇잎 달걀,나무 달걀,땅 달걀,하늘을 나는 달걀,물고기 달걀,바위 달걀이 있다) | ×    | 《타운으로》이후 작품들                                    |
| 베르리나 | 남성 | 공작         | 카니발 축제 때 마을을 찾아와 엉덩이를 흔들며 춤을 춘다. 사탕을 좋아한다. 《튀어나와요》에서는 깃털도 좋아한다는 것을 알 수 있다. | ×    | 《타운으로》이후 작품들                                    |
| 사하라   | 남성 | 낙타         | 신기한 러그와 신기한 벽지,바닥등을 판다. 사기 전에는 무늬를 알 수 없다. | ×    | 모든 작품                                                  |

## 일반 주민
일반 주민이 말하는 동안에 떠 있는 말풍선의 이름 란은 튀동숲까지는 남성의 경우에는 파란색 바탕, 여성의 경우에는 분홍색 바탕으로 나타난다. 모동숲에서는 각 주민의 몸 색상과 동일한 색상으로 나타난다.

### 성격
성격은 남녀 각각 4종류씩 존재한다. 일본어판의 경우 동물 이웃이 '나'를 이야기할 때 실제로 타입명과 동일한 단어를 사용한다.
| 성별 | 성격명             | 특징 |
| ---- | ------------------ | --- |
| 남성 | 먹보/Lazy 타입     | 순진하고 게으른 성격이다. 먹을 것을 좋아한다. 수면 시간은 11:00부터 08:00까지이다.                          |
| 남성 | 운동광/Jock 타입   | 활기차고 당돌하며 장난스럽고 솔직한 성격이다. 수면 시간은 00:30부터 06:30까지이다.                          |
| 남성 | 무뚝뚝/Cranky 타입 | 까칠고, 괴팍하고, 까다롭고, 엉뚱하고, 다소 어른스럽고 묵직한 성격이다. 수면 시간은 03:30부터 09:00까지이다. |
| 남성 | 느끼함/smug 타입   | 《튀어나와요》에서 추가된 타입. 잘난 척 하거나 느끼하며, 수면 시간은 02:00부터 07:00까지이다.               |
| 여성 | 친절함/Normal 타입 | 존댓말로 이야기한다. 예의바르며, 우울함에 잘 빠지는 성격이다. 수면 시간은 00:00부터 06:00까지이다.          |
| 여성 | 아이돌/Peppy 타입  | 활발한 성격이다. 항상 재잘거리며 밝고 씩씩하다. 수면 시간은 01:30부터 07:00까지이다.                        |
| 여성 | 성숙함/Snooty 타입 | 무뚝뚝하며 고고함을 추구하는 성격이다. 수면 시간은 02:30부터 08:30까지이다.                                 |
| 여성 | 단순활발/Uchi 타입 | 《튀어나와요》에서 추가된 타입. 언니같으며 수면 시간은 03:00부터 09:30까지이다.                             |

### 목록
- 1기 작품에만 등장하고 《놀러오세요》 이후 등장하지 않는 이웃들은 아래 목록에서 제외하였습니다.
- 아래 동물 이웃들 중 일부는 《타운으로》 에서 추가된 동물들이 있습니다.

느끼함: (느), 단순활발: (단), 먹보: (먹), 무뚝뚝: (무), 성숙함: (성), 아이돌: (아), 운동광: (운), 친절함: (친)으로 표시했습니다.
| 종족      | 성별 | 해당하는 주민 |
| --------- | ---- | --- |
| 개        | 남성 | 럭키(먹), 로빈(먹), 벤(먹), 에드워드(먹), 존(무), 챔프(운), 토미(먹), 땡칠이(먹), 밥(느), 샹펜(무)                                                                                        |
| 개        | 여성 | 바닐라(친), 베리(아), 블랜더(성), 카라멜(친), 한나(단), 베이글(친), 마롱(아) |
| 개구리    | 남성 | 구리구리(운), 덕(운), 드리미(먹), 샘(무), 왕서방(운), 철컥(운), 충성(무), 카일(먹), 헨리(느), 투투(무), 스트로(먹)/(느), 텀보(운), 개군(먹)                                               |
| 개구리    | 여성 | 가위(아), 레이니(친), 린다(성), 에스메랄다(친), 아이다(단) |
| 개미핥기  | 남성 | 사지마(무), 퍼머거(운), 안토니오(느) |
| 개미핥기  | 여성 | 아롱이(아), 패트라(아), 스누티(성), 설백(친), 소면(친) |
| 고릴라    | 남성 | 덤벨(무), 만복이(운), 엘런(무), 우락(먹), 머슬(운), 스나일(느), 보이드(무) |
| 고릴라    | 여성 | 줌마(아)/(성), 4호(단), 릴라(아) |
| 고양이    | 남성 | 1호(운), 가북희(무), 땀띠(운), 벤덤(무), 빙티(먹), 진상(먹), 히죽(먹), 잭슨(느), 찰스(운), 아이루(먹)                                                                                     |
| 고양이    | 여성 | 마르(친), 백프로(아), 부케(아), 사이다(친), 쇼콜라(성), 예링(아), 올리비아(성), 유네찌(아), 제인(성), 캐비어(친), 클레오(성), 타마(성), 호냥이(아), 쵸이(단)                              |
| 곰        | 남성 | 거무틱(무), 뚝심(무), 무뚝(무), 박하스(먹), 츄양(무), 베어드(느), 곰도로스(느), 병태(운)                                                                                                  |
| 곰        | 여성 | 링링(아), 연유(아), 네이아(성)/(단), 레이첼(아)/(단), 챠미(아)/(단), 캔디(친) |
| 꼬마곰    | 남성 | 곰비(무), 봉추(운), 아이다호(운), 팬타(먹), 곰시(먹), 마티(먹), 머피(무), 우띠(먹), 패치(먹)                                                                                              |
| 꼬마곰    | 여성 | 글루민(아), 메이첼(친), 재스민(친), 아네사(단), 미애(성), 아세로라(아), 메이(친) |
| 늑대      | 남성 | 늑태(무), 대장(무), 로보(무), 시베리아(무), 리카르도(느), 켄(먹)/(무) |
| 늑대      | 여성 | 비앙카(성), 산드라(성), 모니카(아), 릴리(친), 바네사(성) |
| 다람쥐    | 남성 | 리키(먹), 스파크(무), 크리스(운), 갈가리(무),쭈니(느) |
| 다람쥐    | 여성 | 2호(아), 그리미(아), 다람(친), 라라미(친), 레베카(성), 실루엣(성), 캐롤라인(친), 핑키(아), 아이리스(단), 파슬리(친), 실바나(친), 나타샤(성), 민트(성), 나기사(아), 미사키(친), 스피카(친) |
| 닭        | 남성 | 건태(운), 금끼오(무), 김희(먹), 페니실린(먹), 오골(느) |
| 닭        | 여성 | 아리아(성), 에바(친), 파타야(아)/(단), 히킨(성) |
| 독수리    | 남성 | 세바스찬(운), 아폴로(무), 은수리(운), 쿠스케처(무), 프랭크(느), 근엄(무), 헐크(무) |
| 독수리    | 여성 | 안데스(성), 티파니(친), 시온(단) |
| 돼지      | 남성 | 글레이(무), 먹고파(먹), 포크(먹), 햄까스(운), 돈후앙(느), 보리(무), 멧지(운), 박사(운), 가논(무)                                                                                          |
| 돼지      | 여성 | 꽃지(친), 루시(친), 체리(아), 탱고(아), 아그네스(단), 마가렛(친), 브리트니(성) |
| 말        | 남성 | 꺼벙(운(구)느(현)), 마철이(먹), 바야시코프(운), 샤브렌(먹), 슈베르트(무), 유니오(느), 마사마(먹), 안소니(느)                                                                              |
| 말        | 여성 | 말자(친), 센트엘로(아), 카로틴(아), 리아나(단), 사반나(친), 아이소토프(성), 실부플레(성), 에포나(아)                                                                                      |
| 문어      | 남성 | 문복(무), 탁호(먹), 멍무리(운)(모동숲x), 기가(느) |
| 문어      | 여성 | 문리나(친) |
| 사슴      | 남성 | 피터(먹), 넬슨(느), 자끄(먹), 톰슨(느), 록키(운), 브루스(무) |
| 사슴      | 여성 | 나탈리(성), 솔미(친), 나디아(단), 제시카(단), 첼시(친), 요비(아) |
| 사자      | 남성 | 릭(운), 선글(운), 킹(무), 티처(운)/(느), 라이오넬(느), 렉스(먹), 아더(운) |
| 사자      | 여성 | 없음 |
| 새        | 남성 | 딩요(운), 안쵸비(먹), 참돌이(운), 문대(운), 춘섭(운), 쪼끼(느), 참돌이(운), 마스카라스(느), 페더(운)                                                                                      |
| 새        | 여성 | 파틱(성), 핀틱(아), 핑글이(친), 파이프(아) |
| 소        | 남성 | 로데오(먹), 반데스(무), 모리스(먹), 티본(먹)/(무), 노르망(무), 철소(운) |
| 소        | 여성 | 마틸다(성), 밀크(아), 화자(성), 미자(친) |
| 악어      | 남성 | 알베르트(먹), 파도맨(무), 하이드(운), 풍작(운), 용남이(먹), 삐로코(먹)/(느) |
| 악어      | 여성 | 크로크(성), 앨리(친) |
| 양        | 남성 | 차둘(운), 카를로스(무)/(느), 피멜(느) |
| 양        | 여성 | 곱슬이(친), 눈송이(아), 마리(성), 메리어스(친), 트로와(성), 웬디(단), 잔디(성), 프릴(단), 에뜨와르(친), 아크릴(친), 캐시미어(성)                                                          |
| 염소      | 남성 | 힘드러(운), 래미(먹), 빌리(무), 염두리(먹)/(느) |
| 염소      | 여성 | 순이(친), 윤이(친), 바바라(단), 벨마(성) |
| 오리      | 남성 | 봉(먹), 리처드(먹), 지키미(운), 코코아(운), 푸아그라(먹), 아잠만(먹), 덕근(느) |
| 오리      | 여성 | 나키(아), 다랑어(아), 마릴린(성), 미란다(성), 스미모(성), 앤(성), 주디(아), 귀오미(친), 마리모(친), 케첩(아)                                                                              |
| 원숭이    | 남성 | 몽돌이(운), 몽티(무), 시몬(먹), 원승(운), 델리(먹), 제천(운) |
| 원숭이    | 여성 | 몽자(성), 에이프릴(아), 키키(친), 젤리(단) |
| 쥐 (생쥐) | 남성 | 단무지(무), 브로콜리(먹), 쟝(운), 조르쥐(무), 피스(운), 핑(운), 치즈(느) |
| 쥐 (생쥐) | 여성 | 마르카(친), 사라(성), 이자벨(아), 티미(친), 복자(성), 찍순이(아), 사탕(아), 라자냐(아) |
| 캥거루    | 남성 | 관록(무), 마이크(무) |
| 캥거루    | 여성 | 안젤라(성), 애플리케(친), 펑키맘(성), 마리아(친), 실비아(단), 마미(친) |
| 코끼리    | 남성 | 3호(먹), 엑스엘리(운), 휴지(먹), 펑크스(무), 맘모(먹), 파올로(먹) |
| 코끼리    | 여성 | 샐리(친), 엘레핀(성), 오팔(성), 티나(친), 피카(아), 에끌레르(친) |
| 코뿔소    | 남성 | 탱크(운), 뿌람(먹), 스쿼트(무) |
| 코뿔소    | 여성 | 론다(친), 스트로베리(친), 뿔님이(단), 페튜니아(성) |
| 코알라    | 남성 | 오즈먼드(운) 근성(무), 코알(느), 동동이(먹) |
| 코알라    | 여성 | 멜버른(친), 시드니(친), 아델레이드(친), 유카리(성), 캔버라(단), 마치(친)/(단) |
| 타조      | 남성 | 헤르츠(운), 타키(먹), 케인(느) |
| 타조      | 여성 | 빅토리아(친), 택주(성), 휘니(단), 줄리아(성), 플라라(아), 신옥(성), 샌디(친), 데자네(아)                                                                                                  |
| 토끼      | 남성 | 닌토(운), 대길(무), 토시(운), 산토스(무)/(느), 홉킨스(먹), 토니(먹), 아마민(먹), 비니거(먹), 토비(느), 미첼(먹)                                                                           |
| 토끼      | 여성 | 로타(아), 루나(아), 릴리안(아), 바슬레(성), 서머(아), 이요(친), 초코(아), 크리스틴(아), 패티카(아), 프랑소와(성), 미미(아), 미랑(단)                                                      |
| 펭귄      | 남성 | 김말이(운), 달만이(무), 빙수(먹), 팽기(먹), 펭수(운), 하키(먹), 호떡(먹), 볼트(느), 펭구(먹)                                                                                              |
| 펭귄      | 여성 | 사브리나(성), 오로라(친), 폴라(성), 크리미(아), 레이라(단) |
| 하마      | 남성 | 올리버(운)/(무), 곤잘레스(무), 가브리엘(운), 데이빗(느) |
| 하마      | 여성 | 차코(아), 베티(친), 비티(성) |
| 햄스터    | 남성 | 햄둥(먹), 햄쥐(무), 글라햄(느), 지미(느), 햄스틴(운), 노리보(운), 보스터(무) |
| 햄스터    | 여성 | 애플(아), 뽀야미(친), 샨티(성) |
| 호랑이    | 남성 | 고메스(무)/(운), 호랭이(무), 범호(운), 티볼트(운) |
| 호랑이    | 여성 | 백희(아), 루주(아), 신디(성) |